# Nahrin (huyện)
Nahrin là một huyện thuộc tỉnh Baghlan, Afghanistan. Dân số thời điểm năm 1999 là 56,542 người.